# 매디슨 브렝글

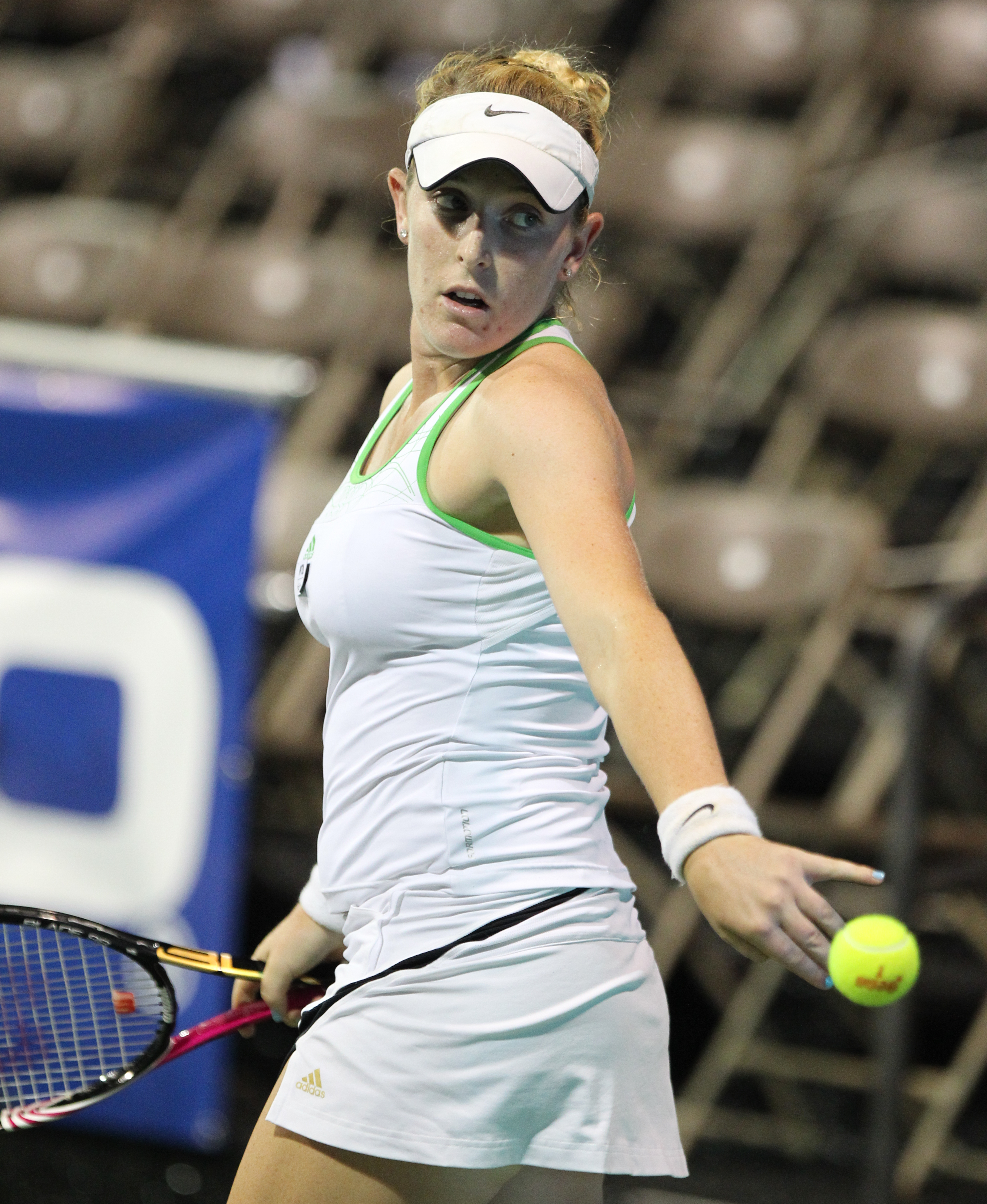
브렝글 선수

매디슨 브렝글(영어: Madison Brengle, 1990년 4월 3일 델라웨어주 도버 ~ )은 미국의 프로 테니스 선수이다. 2015년에 세계 랭킹 35위에 올랐다.